# Peggy Sue blev gift
Peggy Sue blev gift er en amerikansk dramakomediefilm fra 1986 instrueret af Francis Ford Coppola. Filmen har Kathleen Turner i titelrollen som Peggy Sue. Filmen har flere ukendte skuespillere på rollelisten der senere blev store stjerner; Nicolas Cage, Helen Hunt, Joan Allen, Sofia Coppola og Jim Carrey.

## Medvirkende
- Kathleen Turner
- Nicolas Cage
- Don Murray
- Barbara Harris
- Joan Allen
- Jim Carrey
- Maureen O'Sullivan
- Sofia Coppola
- Kevin J. O'Connor
- Catherine Hicks
- Barry Miller
- Helen Hunt